# ربيعة (اسم)
ربيعة هو اسم علم  عربي وله اكثر من معنى منها:الحجر المرفوع و الروضة و الارض شديدة الخضار والقوه

## شخصيات تحمل الاسم
- ربيعة بن الحارث

- ربيعة ريحان

- ربيعة جلطي

- ربيعة الرأي

- ربيعة بن مانع المريدي

- ربيعة قدير

- ربيعة بن نزار

- ربيعة بن كعب

- ربيعة الناصري

- ربيعة بن مكدم الكناني